# Bahnhof Ebenhausen-Schäftlarn
Der Bahnhof Ebenhausen-Schäftlarn ist ein Bahnhof an der Isartalbahn von München nach Bichl. Seit 1981 dient er als Station der S-Bahn München. Das Bahnhofsgebäude ist als Baudenkmal in der Bayerischen Denkmalliste eingetragen.

## Lage
Der Bahnhof liegt in der Prof.-Benjamin-Allee 1 im Ortsteil Ebenhausen der Gemeinde Schäftlarn.
Ebenhausen-Schäftlarn ist der höchstgelegene Bahnhof der ehemaligen Isartalbahn. In seiner Nähe befindet sich der mit einer Höhe von 665 m über NN höchste Punkt der ganzen Strecke der Isartalbahn.

## Geschichte
Am 10. Juni 1891 nahm die Isartalbahn von Thalkirchen aus ihren Betrieb auf, zunächst bis Schäftlarn, noch im Juli weiter bis Wolfratshausen. Von Anfang an gab es in Ebenhausen einen Bahnhof, der wegen der dort verkehrenden Isartalbahn auch den Namen Isartalbahnhof bekam. Das Bahnhofsgebäude war bereits 1890 errichtet worden. Der Bahnhof besaß nach der Eröffnung der Isartalbahn drei Gleise. Zusätzlich waren zwei Stumpfgleise vorhanden, die hauptsächlich für den Güterverkehr vorgesehen waren.
Am 14. Februar 2022 kam es zum Eisenbahnunfall von Ebenhausen-Schäftlarn.

## S-Bahnhof
Der heutige S-Bahnhof hat zwei Bahnsteiggleise und einen Mittelbahnsteig von 140 Metern Länge mit einer Höhe von 76 cm. Der S-Bahnhof wird von der S-Bahn-Linie S7 Wolfratshausen – Hauptbahnhof bedient, die im 20-Minuten-Takt verkehrt.
| Linie | Strecke | Taktfrequenz    |
| ----- | --- | --------------- |
| S7    | Wolfratshausen – Icking – Ebenhausen-Schäftlarn – Hohenschäftlarn – Baierbrunn – Buchenhain – Höllriegelskreuth – Pullach – Großhesselohe Isartalbahnhof – Solln – Siemenswerke – Mittersendling – Harras – Heimeranplatz – Donnersbergerbrücke – Hauptbahnhof | 20-Minuten-Takt |

## Bahnhofsgebäude

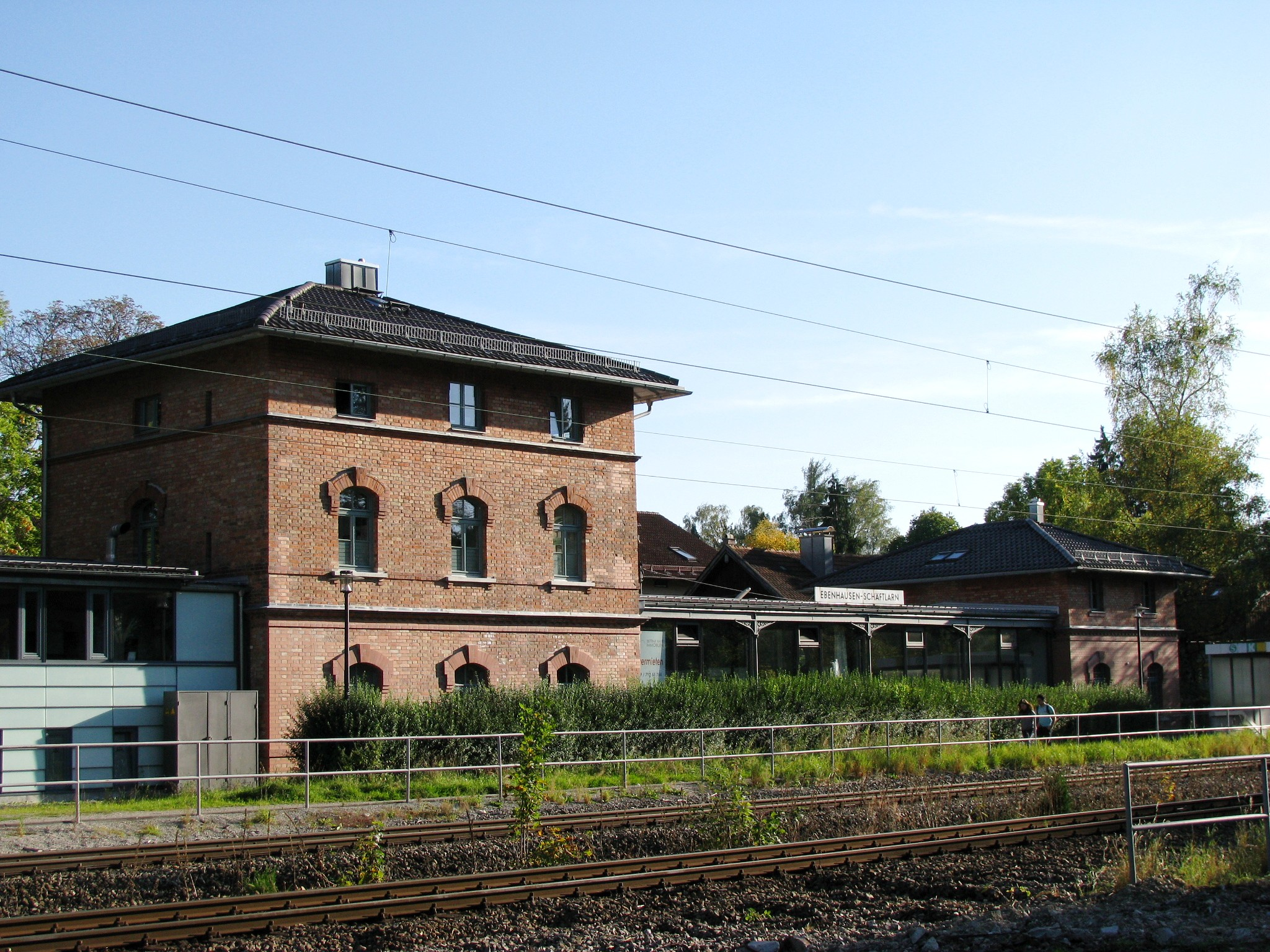
Bahnhof Ebenhausen-Schäftlarn von Westen (Gleisseite)

Das ehemalige Bahnhofsgebäude besteht aus zwei unterschiedlich großen und unterschiedlich hohen rechteckigen Pavillons und einem sie verbindenden Mittelteil. Die Eckpavillons sind zweigeschossige Sichtziegelbauten im Stil der Neorenaissance und tragen ein Zeltdach. Der erdgeschossige Verbindungstrakt war ursprünglich die Bahnsteighalle und ist zu den Gleisen hin offen. Er setzt sich auf der anderen Seite des größeren Pavillons noch ein Stück fort.
Die unsymmetrische Anlage des Bahnhofsgebäudes mit verschieden hohen Eckpavillons war charakteristisch für die frühen Bahnhöfe im Isartal. Heute ist sie ansonsten nur noch an dem Isartalbahnhof Großhesselohe so gut zu erkennen.